# Девошин
Девошин (укр. Дівошин) — село на Украине, находится в Овручском районе Житомирской области.
Код КОАТУУ — 1824286204. Население по переписи 2001 года составляет 308 человек. Почтовый индекс — 11100. Телефонный код — 4148. Занимает площадь 2,077 км².

## Адрес местного совета
11132, Житомирская область, Овручский р-н, с.Покалев